# Tuulijärvi (sjö i Norra Österbotten, lat 64,48, long 26,32)
Tuulijärvi är en sjö i Finland. Den ligger i kommunen Vaala i landskapet Norra Österbotten, i den centrala delen av landet, 500 km norr om huvudstaden Helsingfors. Tuulijärvi ligger 106,2 meter över havet. Arean är 62,8 hektar och strandlinjen är 2,94 kilometer lång. Sjön  ingår i Temmesjokis huvudavrinningsområde.   I omgivningarna runt Tuulijärvi växer i huvudsak blandskog.